# Antoine Francisque
Antoine Francisque (* um 1570 in Saint-Quentin; † Oktober 1605 in Paris) war ein französischer Lautenist und Komponist.

## Leben
Nach Jugend und Ausbildung in seiner Heimatstadt übersiedelte er 1596 nach Cambrai, wo er auch heiratete. Kurz darauf ließ er sich endgültig in Paris nieder. Hier wirkte er bis zu seinem Ableben als Solist, Lehrer und Komponist. Er gehört zu den Lautenisten, die durch ihre Virtuosität das Interesse an diesem Instrument noch einige Zeit wach zu halten vermochten, da zu dieser Zeit die Gitarre von Spanien her ihren Siegeszug antrat.
Um 1600 veröffentlichte er in Paris sein Hauptwerk, Le Trésor d’Orphée, das in (französischer) Tabulaturform eine große Zahl von Bearbeitungen und eigenen Werken für Laute enthält. Dabei lag sein Schwerpunkt auf virtuos bearbeiteten Tanzmelodien, in der Sammlung sind jedoch auch ein Ballett, vier Präludien und zwei Fantasien enthalten. Georg Leopold Fuhrmanns Schrift Testudo Gallo-Germanica […] von 1615 enthält eine deutsche Übersetzung der Instruction aus Francisques Lautenbuch.